# 만약에 목숨을 그릴 수 있다면
《만약에 목숨을 그릴 수 있다면》(もしも命が描けたら 모시모이노치가카케타라[*])는 2021년 8월에 공연된 연극작품.
연출 및 극본은 방송작가 스즈키 오사무, 출연은 다나카 케이, 쿠로바 마리오, 코지마 히지리.
테마곡은 YOASOBI의 신곡으로 채워졌음.

## 공연 일정
- 도쿄：8월 12일(목) ~ 22일(일) 도쿄예술극장 플레이하우스
- 효고：9월 3일(금) ~ 5일(일) 효고현립 예술문화센터
- 아이치 : 9월 10일(금) ~ 12일(일) 토요하시 예술극장 PLAT

## 줄거리
어느 날 밤, 호시노 겟토는 숲 속에 있었습니다.
깊고 깊은 숲 어딘가에서, 한 그루의 나무에 줄을 걸고 있었습니다.
그렇습니다. 35년 간의 자신의 삶을 끊으려고 하는 중입니다.
화가가 되려는 꿈을 꾸었지만 포기하고 만 겟토.
살아갈 의지를 읽어버린 그 때, 알 수 없는 힘을 얻었는데...
그런 겟토가 만난 여성, 소라가와 니지코. 그녀를 웃게 만들기 위해 살아갈 것을 결심하는 겟토지만...
니지코에게는, 히카루 요스케라는 사랑하는 이가 있었다.
겟토는 오늘도 누군가를 위해, 그림을 그립니다. 그의 목숨만큼...

## 등장인물
호시노 겟토(星野月人)
배우 : 다나카 케이
소라가와 니지코(空川虹子)
배우 : 코지마 히지리
히카루 요스케(光陽介)
배우 : 쿠로바 마리오

## 제작진
- 극본 및 연출 : 스즈키 오사무
- 아트 디렉터 : 키요카와 아사미
- 테마곡 : YOASOBI
- 미술：아키야마 미츠히로
- 조명：마츠모토 다이스케
- 음향：아오키 타쿠헤이
- 영상：무쵸 무라마츠
- 의상 : 야마시타 카즈미
- 헤어 : 코바야시 타케하루
- 조연출：카미노 마리아
- 무대감독：타니자와 타쿠미 & 타카하시 다이스케